# Pēteris Plakidis
Pēteris Plakidis (Riga 4 maart 1947 – 8 augustus 2017) was een Lets componist en pianist.
Hij startte zijn opleiding aan de muziekschool Emīls Dārziņŝ bij Çederts Ramans. Later studeerde hij piano en compositie aan de Letse Muziek Academie. Hij studeerde daar bij de toenmalige Letse componist nummer 1 Jānis Ivanovs en later (1968) bij Valentīns Utkins. Zijn afstudeerproject Muziek voor piano, strijkers en pauken (1970) vond al snel na de première zijn weg naar de muziekuitgeverij van de Sovjet-Unie. Van 1973 tot 1975 keerde hij terug om verder te studeren en te werken als docent/studiebegeleider. Al tijdens zijn studie was hij muzikaal leider van het Lets Nationaal Theater (1969-1974) en gaf hij uitvoeringen met een pantomime gezelschap uit Riga.
Deze laatste twee hebben sporen achtergelaten in de manier van componeren van Plakidis. Zijn muziekstukken klinken als toneelstukken omgezet in muziek. Men speelt niet samen maar reageert op de anderen. In deze wijkt hij af van de diepgelovige Arvo Pärt en naar Pēteris Vasks, die veelal zijn inspiratie haalt uit de Letse volksmuziek. Een gelijkenis met die twee Letse toppers op het gebied van de klassieke muziek is hun zeer introverte manier van componeren. Lang werden zijn en hun muziek onderdrukt vanwege de onderdrukking van het Sovjet-regime, maar sinds de onafhankelijkheid van Letland, kwam ook langzaam de klassieke muziek uit dat land tevoorschijn.
Plakidis was getrouwd met de eveneens Letse opera- en concertzangeres  Maija Krīgena.
In 2007 verscheen de eerste cd volledig gewijd aan zijn muziek bij Toccata Records met opnamen uit 1999:
- 1969 · Muziek voor piano, strijkers en pauken
- 1982 · Concert voor twee hobo’s en strijkers
- 1984 · Concert-ballade voor twee violen, piano en strijkers
- 1991 · Liederen voor de wind en het bloed

## Bron
- Uitgave Toccata Classics 0004
- externe link